# مصطفی حسناگیچ
مصطفی حسناگیچ (انگلیسی: Mustafa Hasanagić؛ زادهٔ ۲۰ آوریل ۱۹۴۱) بازیکن فوتبال اهل یوگسلاوی بود.
از باشگاه‌هایی که در آن بازی کرده‌است می‌توان به باشگاه فوتبال لشو دو فوند، باشگاه فوتبال سروت ۱۸۹۰، و باشگاه فوتبال پارتیزان اشاره کرد.
وی همچنین در تیم ملی فوتبال یوگسلاوی بازی کرده‌است.